# South Carolina Stingrays
Die South Carolina Stingrays sind ein US-amerikanisches Eishockeyteam aus North Charleston, South Carolina, welches derzeit in der ECHL spielt. Seit 2014 sind sie das Farmteam der Washington Capitals aus der National Hockey League. Die Heimspielstätte der Stingrays ist das North Charleston Coliseum, was bei Eishockeyspielen eine Kapazität von 10.568 Personen aufweist.
Das Team wurde 1993 unter dem Eigentümer Marcel Dionne gegründet und kurz darauf an eine lokale Investment Group verkauft. Insgesamt konnte das Team drei Mal die Meisterschaft für sich entscheiden, 1997, 2001 und 2009. Sie sind die erste Mannschaft aus der ECHL, der es gelang, sowohl Vorrundenmeister als auch im Anschluss daran den Kelly Cup zu gewinnen.

## Gesperrte Nummern
- 12 – Mark Bavis: spielte von 1994 bis 1996 bei den Stingrays und kam bei den Terroranschlägen am 11. September 2001 ums Leben
- 14 – David Seitz: spielte von 1996 bis 2004 bei den Stingrays und hält den derzeitigen Rekord mit den meisten Toren, Assists sowie Punkten
- 24 – Brett Marietti: langjähriger Kapitän der Stingrays